# Florideophyceae
Floridéophycées
Classe
Sous-classes de rang inférieur
- Hildenbrandiophycidae
- Nemaliophycidae
- Ahnfeltiophycidae
- Rhodymeniophycidae
- Corallinophycidae

Les Florideophyceae (Floridéophycées, autrefois Floridae ou Floridées) sont une classe d'algues rouges du sous-embranchement des Eurhodophytina.

## Liste des sous-classes et ordres
Selon AlgaeBase (16 mai 2016) :
- sous-classe des Ahnfeltiophycidae G.W.Saunders & Hommersand
  - ordre des Ahnfeltiales C.A.Maggs & C.M.Pueschel
- sous-classe des Corallinophycidae L.Le Gall & G.W.Saunders
  - ordre des Corallinales P.C.Silva & H.W.Johansen
  - ordre des Rhodogorgonales S.Fredericq, J.N.Norris, & C.Pueschel
- sous-classe des Hildenbrandiophycidae G.W.Saunders & Hommersand
  - ordre des Hildenbrandiales Pueschel & Cole
- sous-classe des Nemaliophycidae T.Christensen
  - ordre des Entwisleiales F.J.Scott, G.W.Saunders & Kraft
  - ordre des Nemaliales F.Schmitz
  - ordre des Rhodachlyales G.W.Saunders, S.L.Clayden, J.L.Scott, K.A.West, U.Karsten & J.A.West
- sous-classe des Rhodymeniophycidae G.W.Saunders & Hommersand
  - ordre des Acrochaetiales Feldmann
  - ordre des Acrosymphytales R.D.Withall & G.W.Saunders
  - ordre des Balbianiales R.G.Sheath & K.M.Müller
  - ordre des Balliales H.-G.Choi, G.T.Kraft, & G.W.Saunders
  - ordre des Batrachospermales Pueschel & K.M.Cole
  - ordre des Bonnemaisoniales Feldmann & Feldmann
  - ordre des Ceramiales Oltmanns
  - ordre des Colaconematales J.T.Harper & G.W.Saunders
  - ordre des Gelidiales Kylin
  - ordre des Gigartinales F.Schmitz
  - ordre des Gracilariales S.Fredericq & M.H.Hommersand
  - ordre des Halymeniales G.W.Saunders & Kraft
  - ordre des Hapalidiales W.A.Nelson, J.E.Sutherland, T.J.Farr & H.S.Yoon
  - ordre des Nemastomatales Kylin
  - ordre des Palmariales Guiry & D.E.G.Irvine
  - ordre des Peyssonneliales D.M.Krayesky, Fredericq & J.N.Norris
  - ordre des Pihiellales J.M.Huisman, A.R.Sherwood & I.A.Abbott
  - ordre des Plocamiales G.W.Saunders & G.T.Kraft
  - ordre des Rhodymeniales F.Schmitz
  - ordre des Sebdeniales R.D.Withall & G.W.Saunders
  - ordre des Sporolithales Le Gall, Payri, Bittner & G.W.Saunders
  - ordre des Thoreales K.M.Müller, A.R.Sherwood, C.M.Pueschel, R.R.Gutell, R.G.Sheath

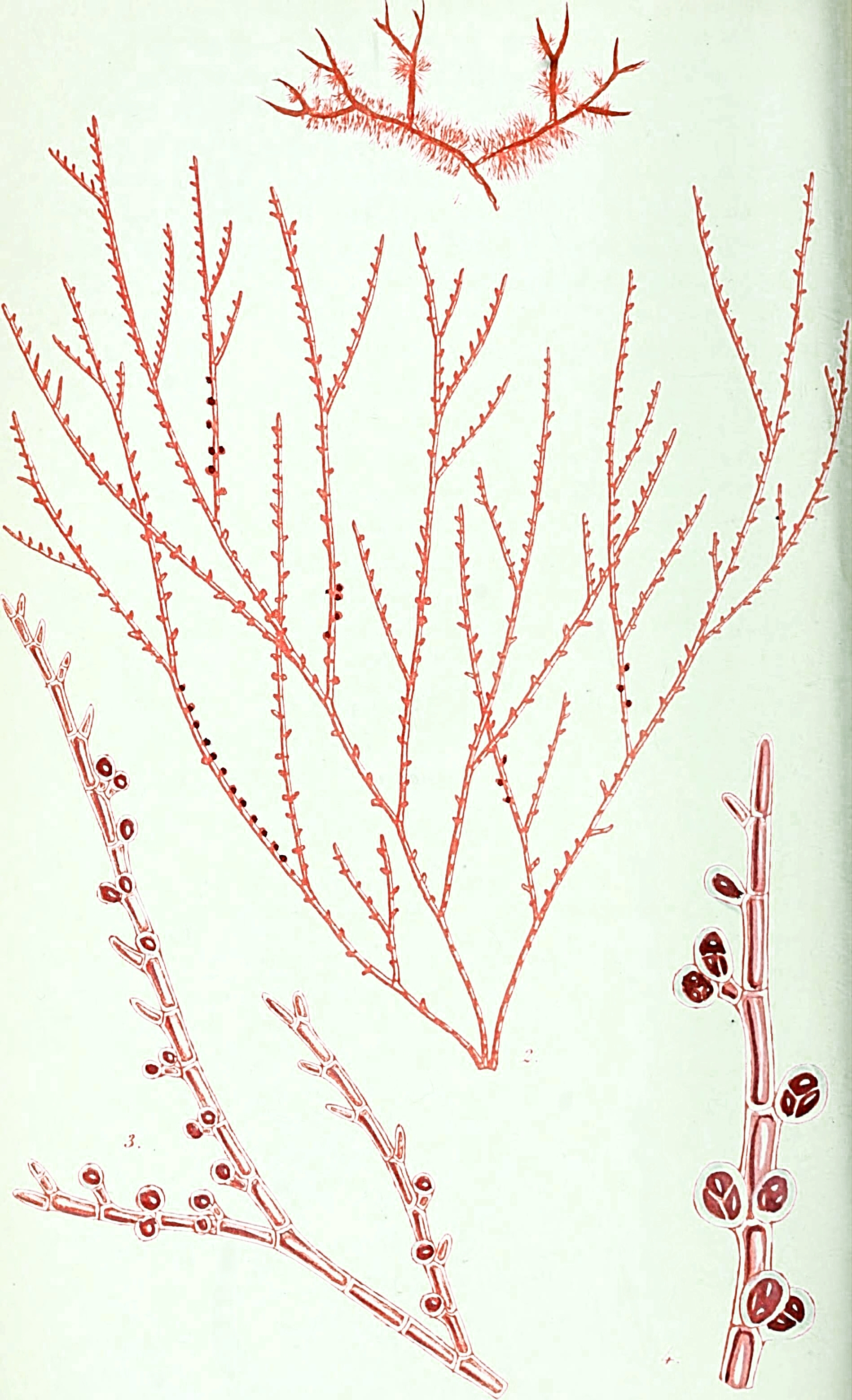
Acrochaetium secundatum (Acrochaetiaceae)
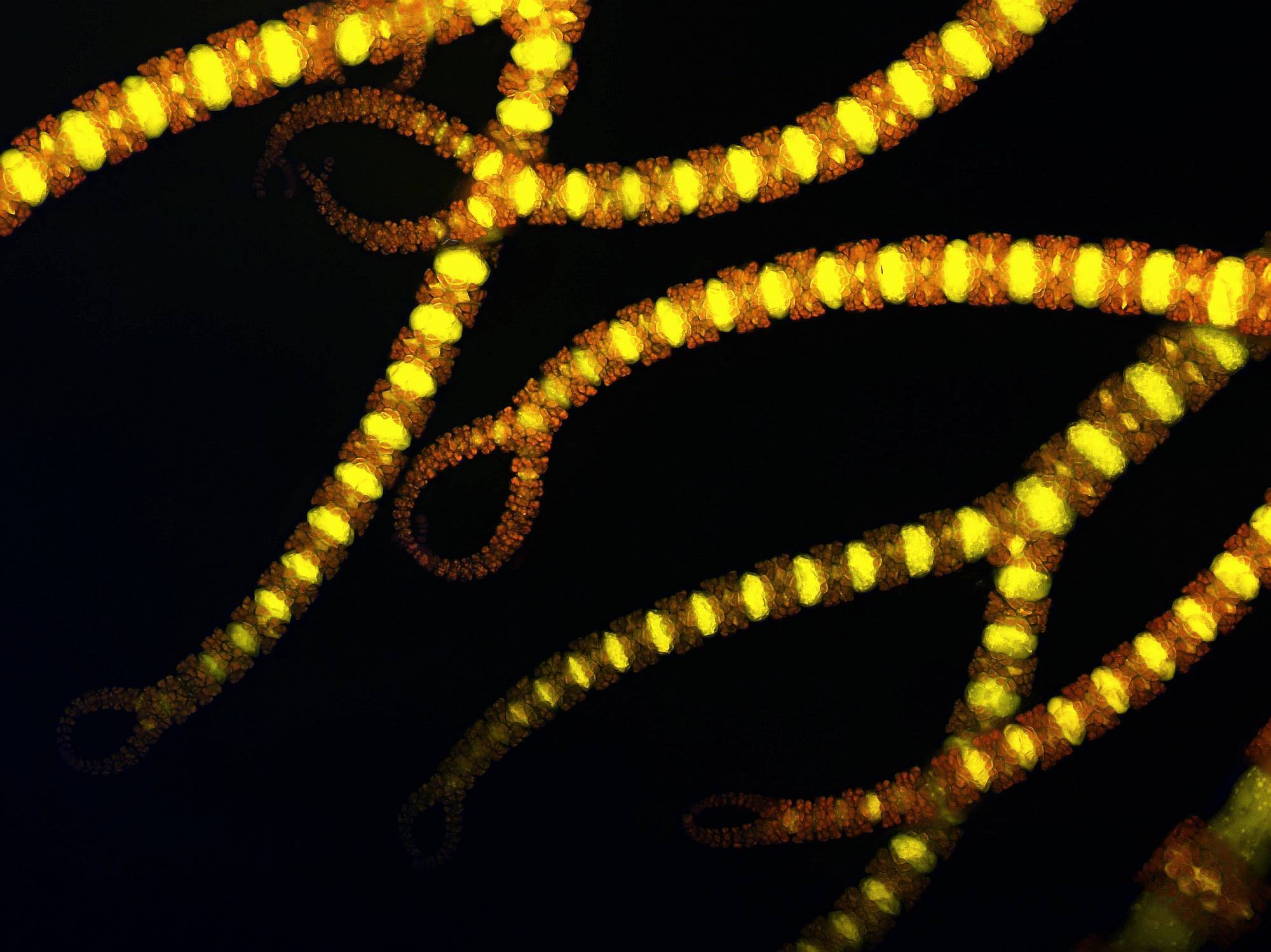
Ceramium tenuicorne (Ceramiales)
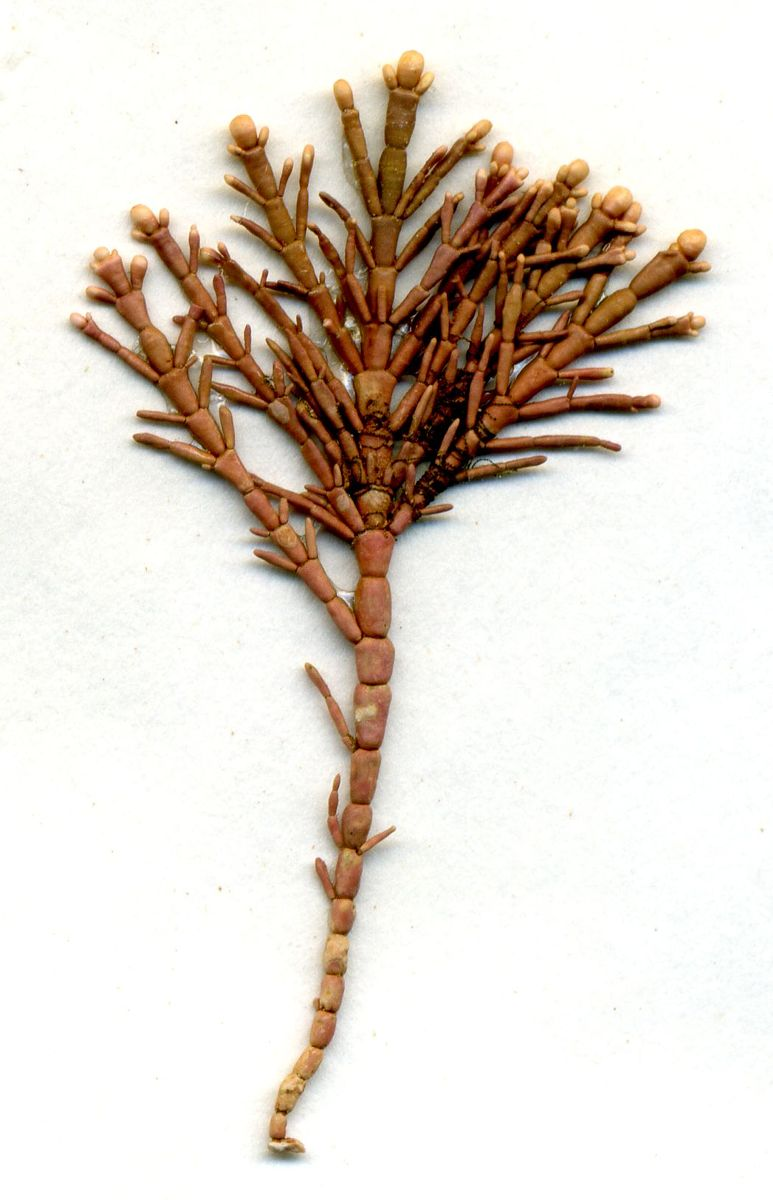
Corallina officinalis (Corallinales)
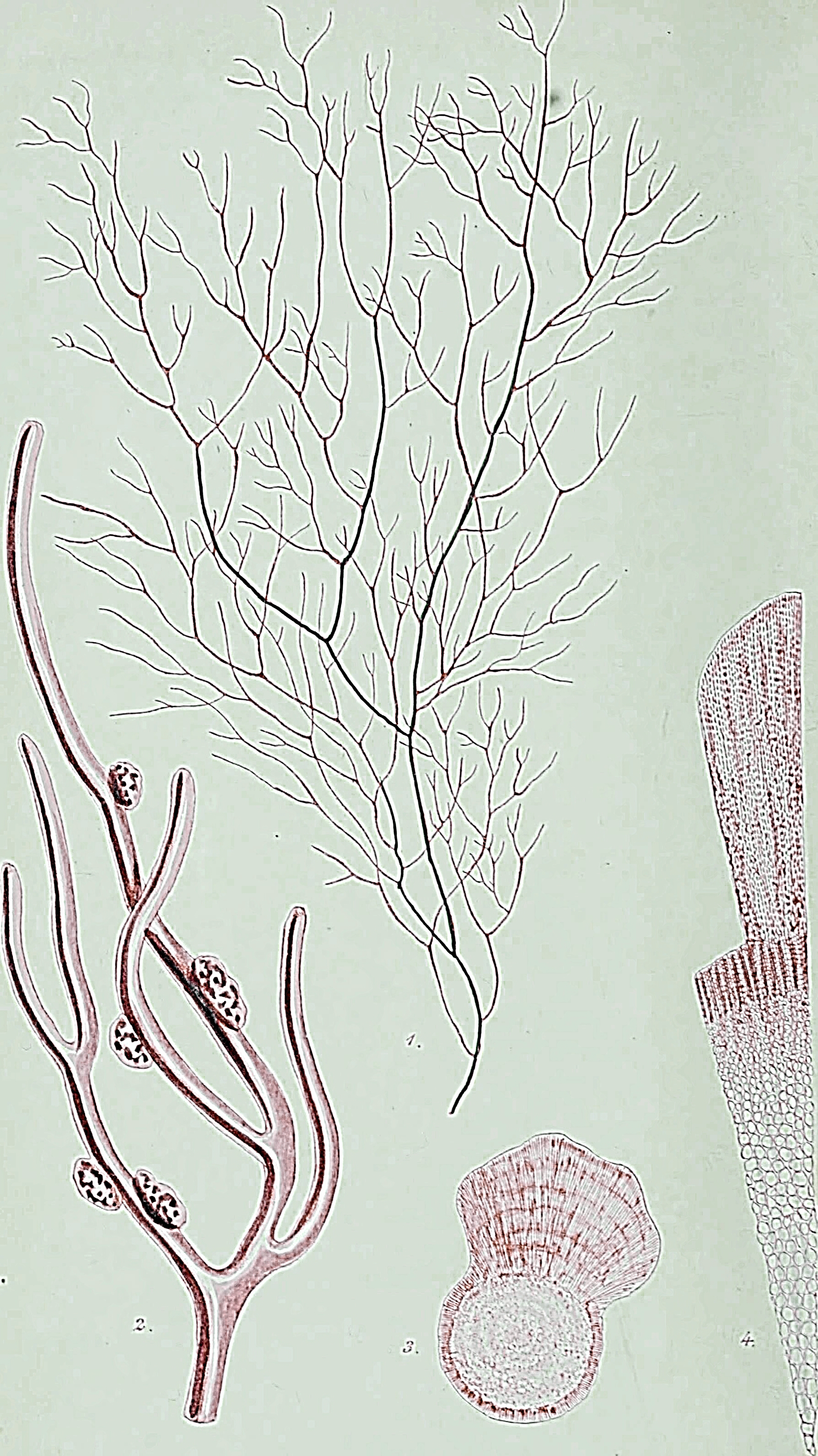
Ahnfeltia plicata (Ahnfeltiales)
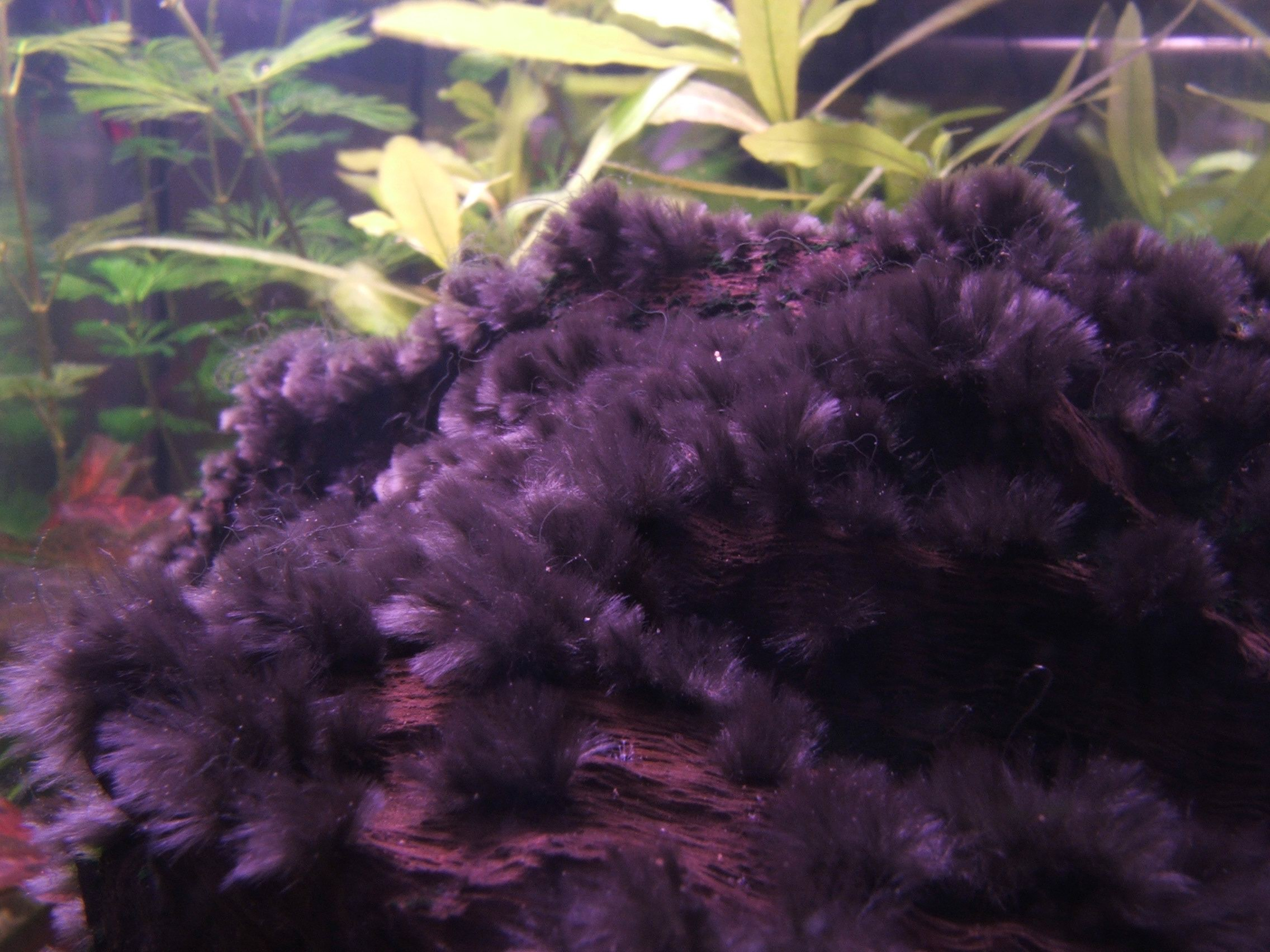
Chantransja sp. (Batrachospermales)
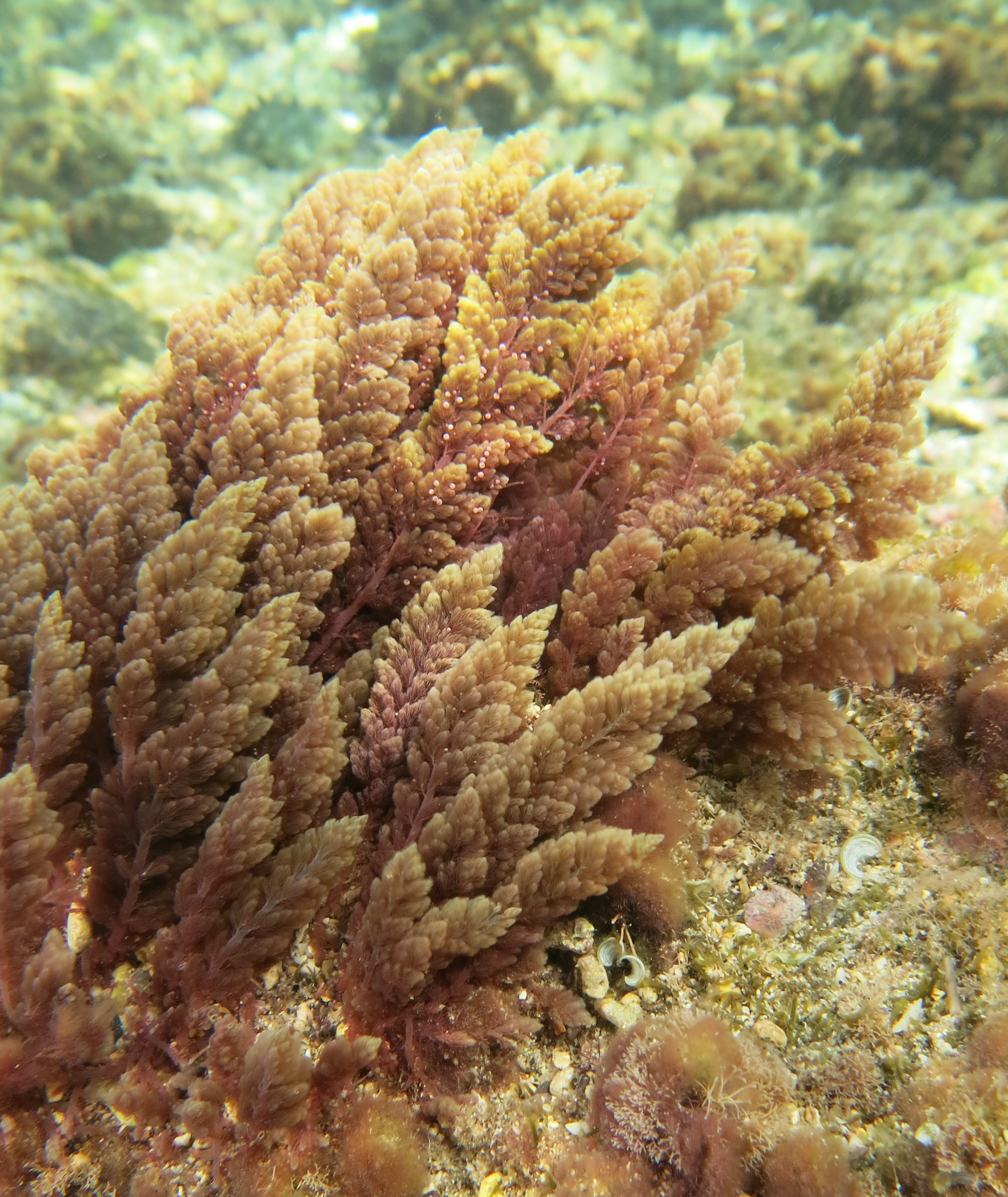
Asparagopsis taxiformis (Bonnemaisoniales)
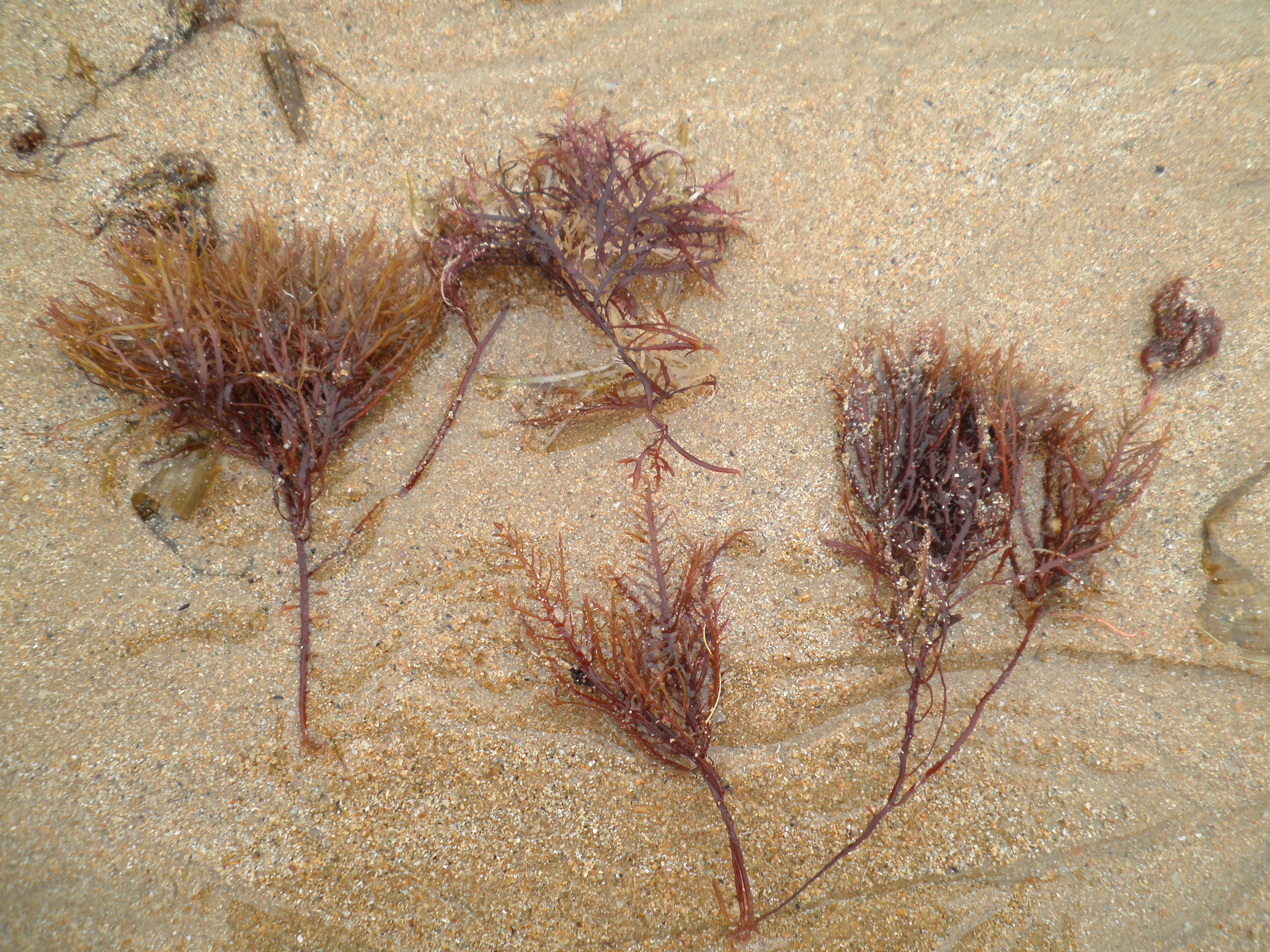
Gelidium corneum (Gelidiales)
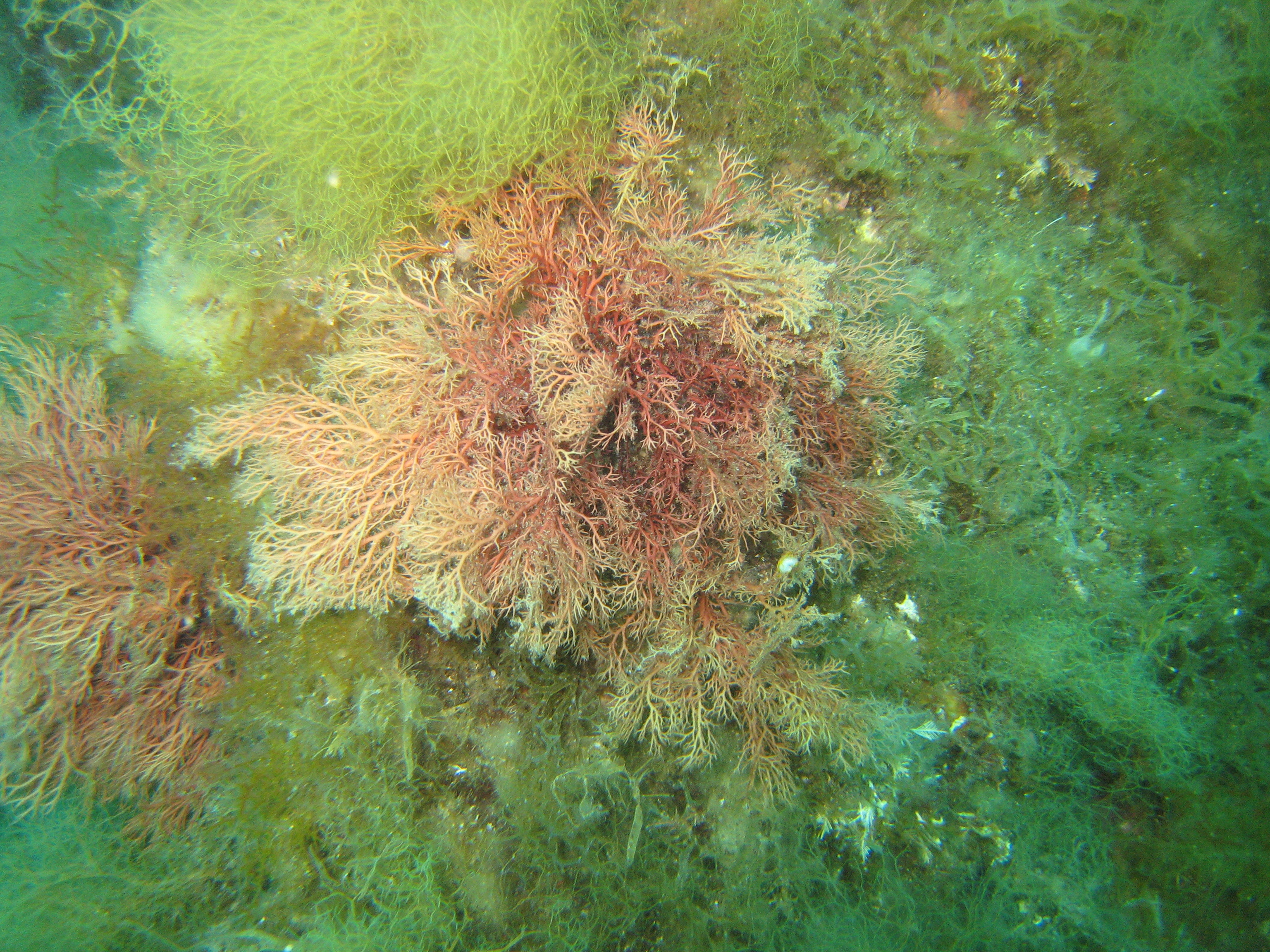
Sphaerococcus coronopifolius (Gigartinales)
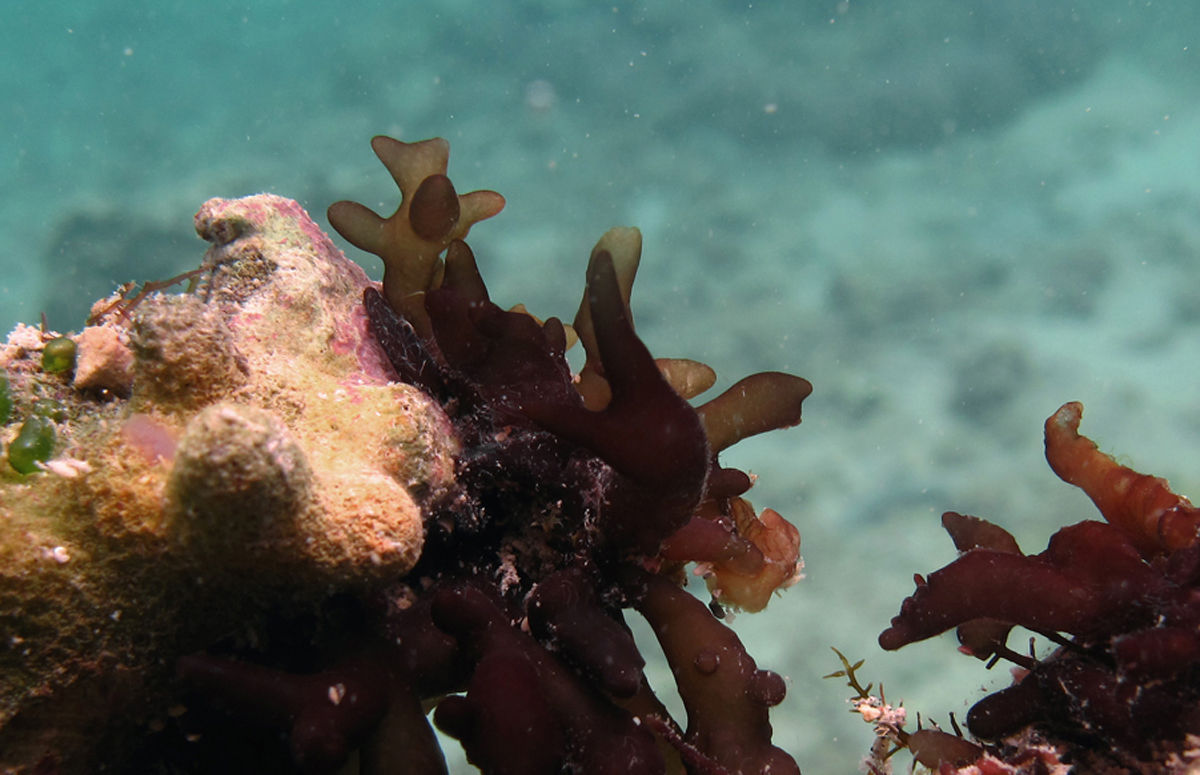
Gracilaria canaliculata (Gracilariales)
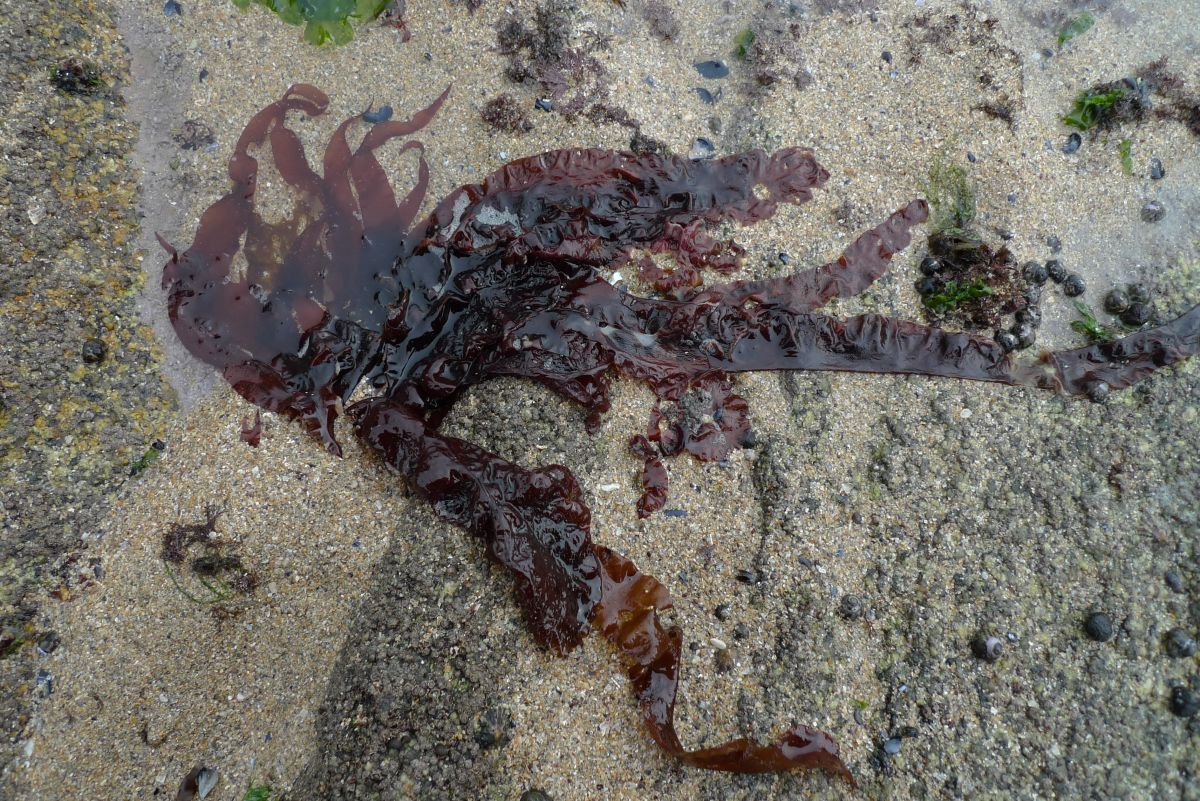
Grateloupia turuturu (Halymeniales)
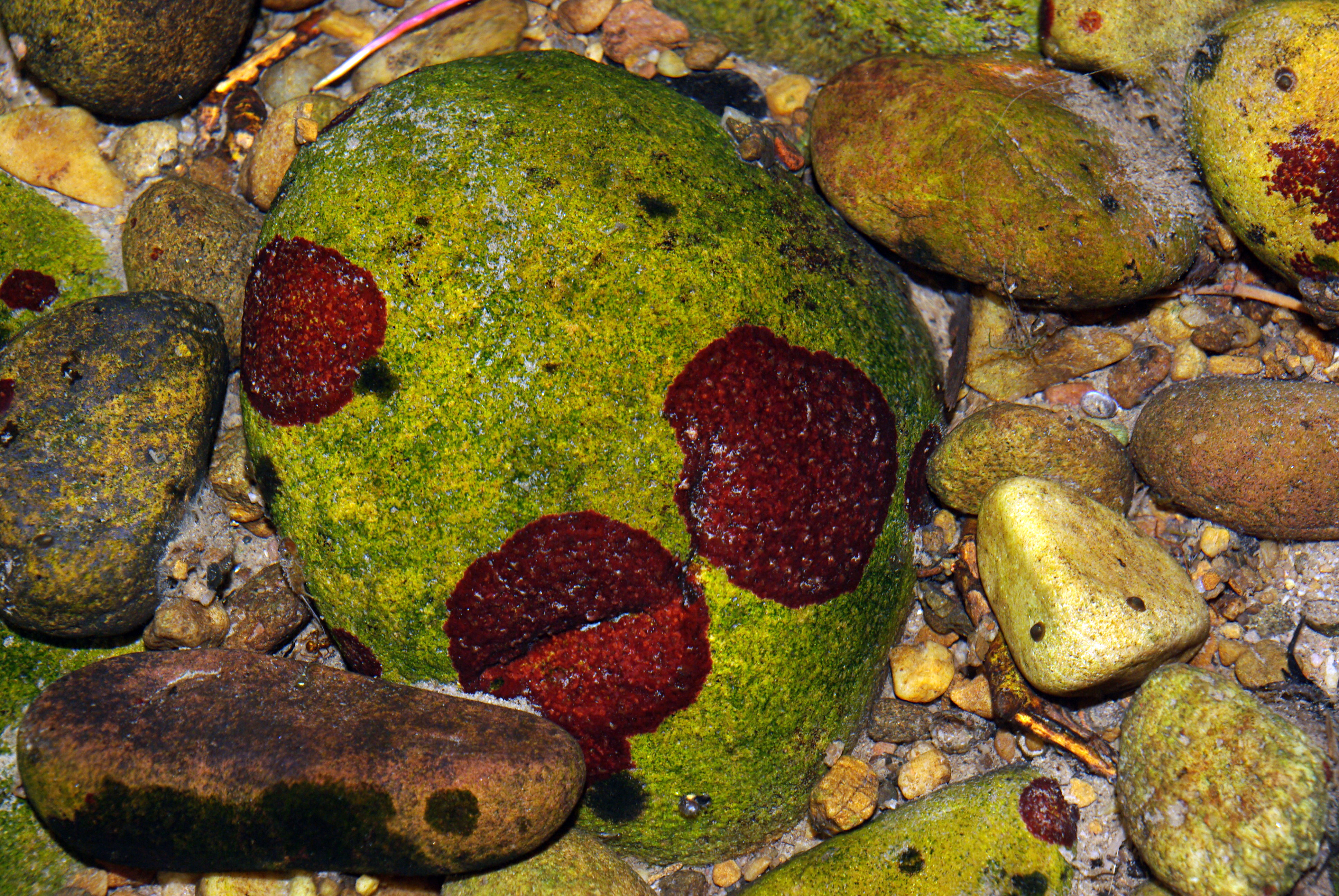
Hildenbrandia rivularis (Hildenbrandiaceae)
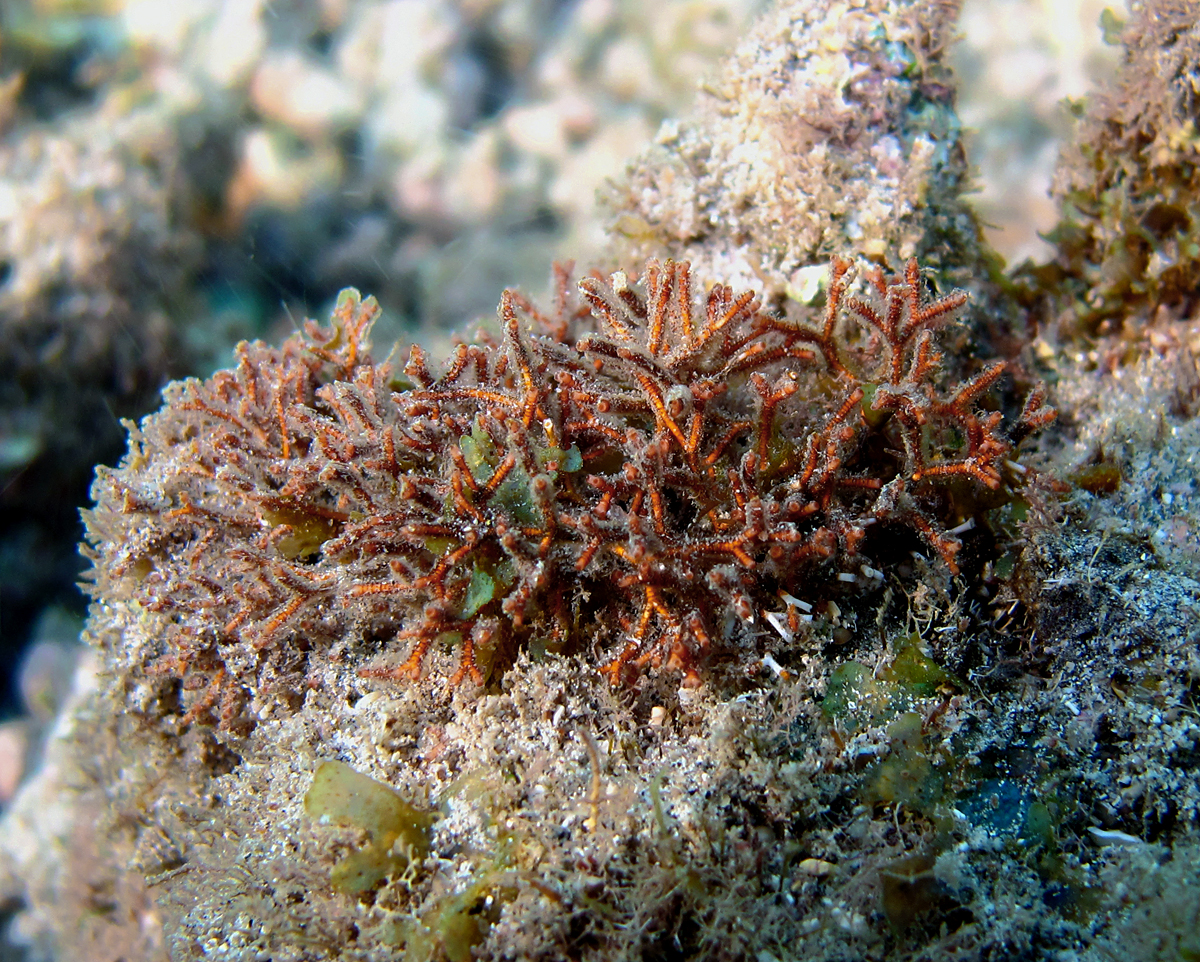
Actinotrichia fragilis (Nemaliales)
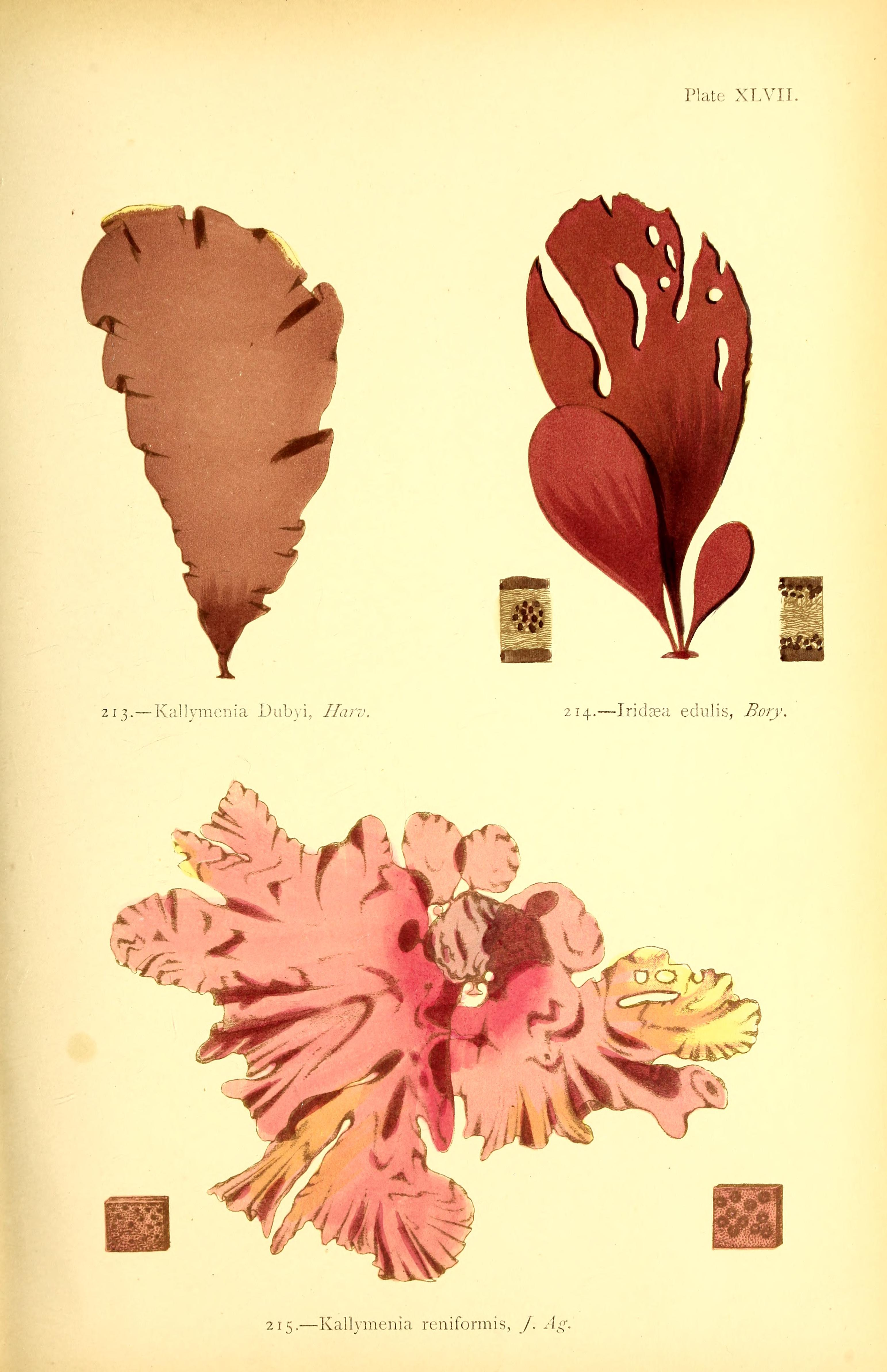
Schizymenia dubyi (Nemastomatales)
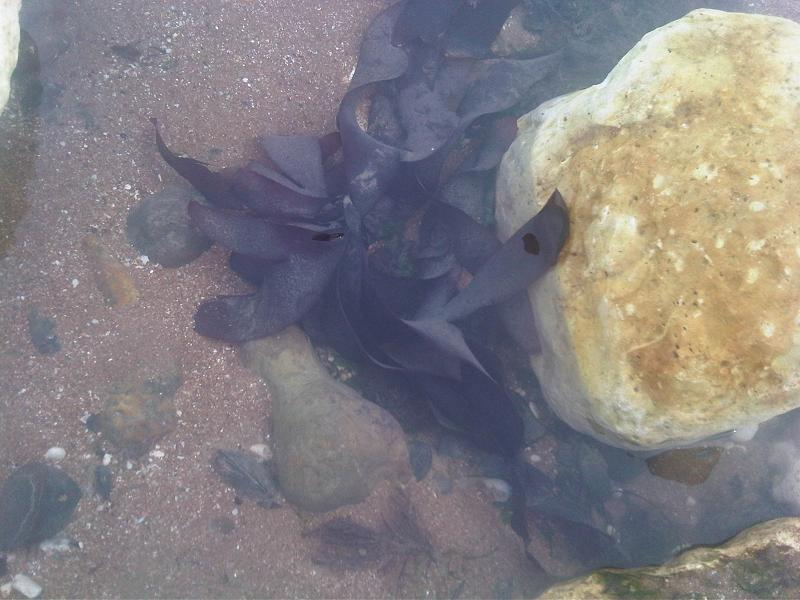
Palmaria palmata (Palmariales)
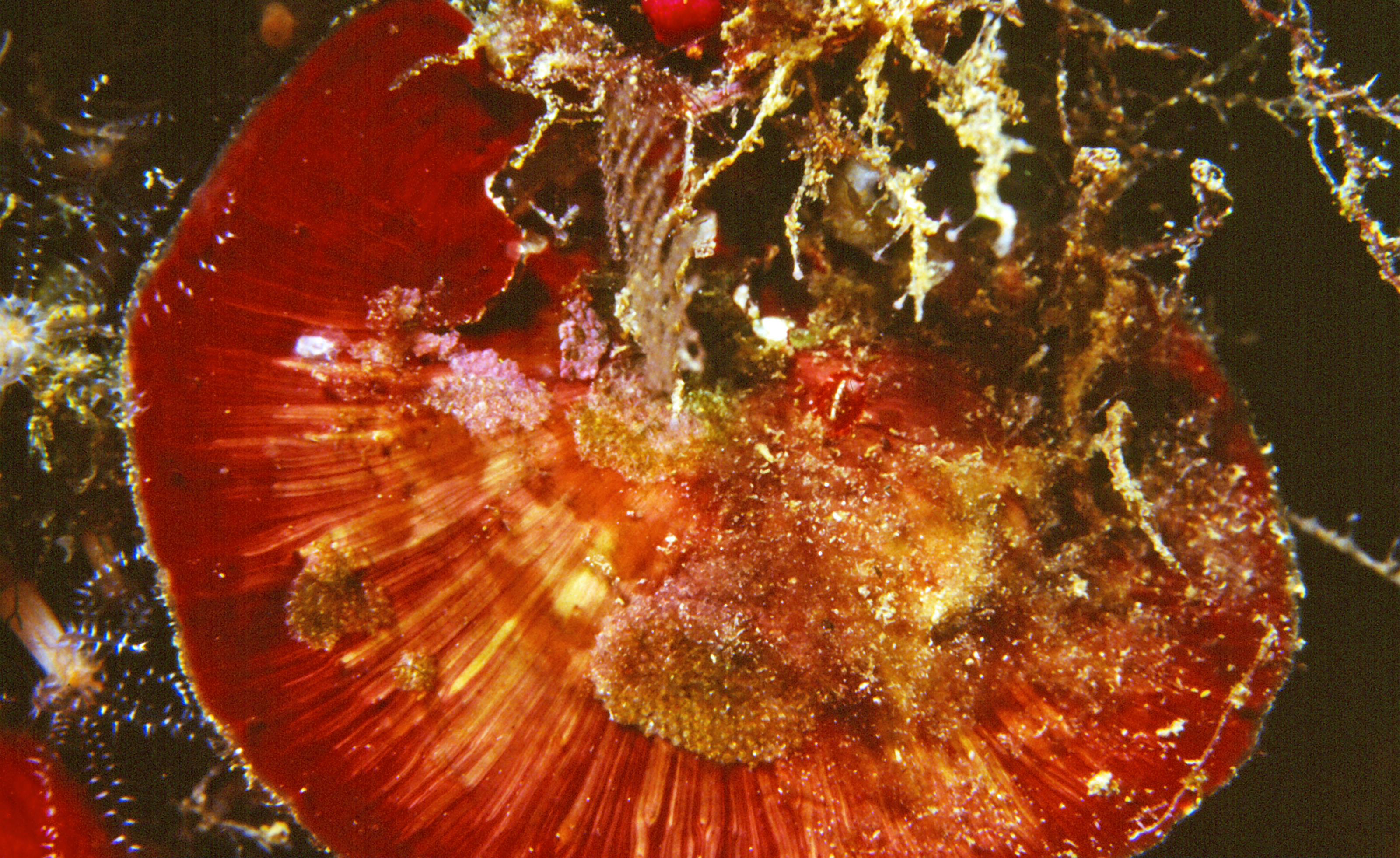
Peyssonnelia squamaria (Peyssonneliaceae)
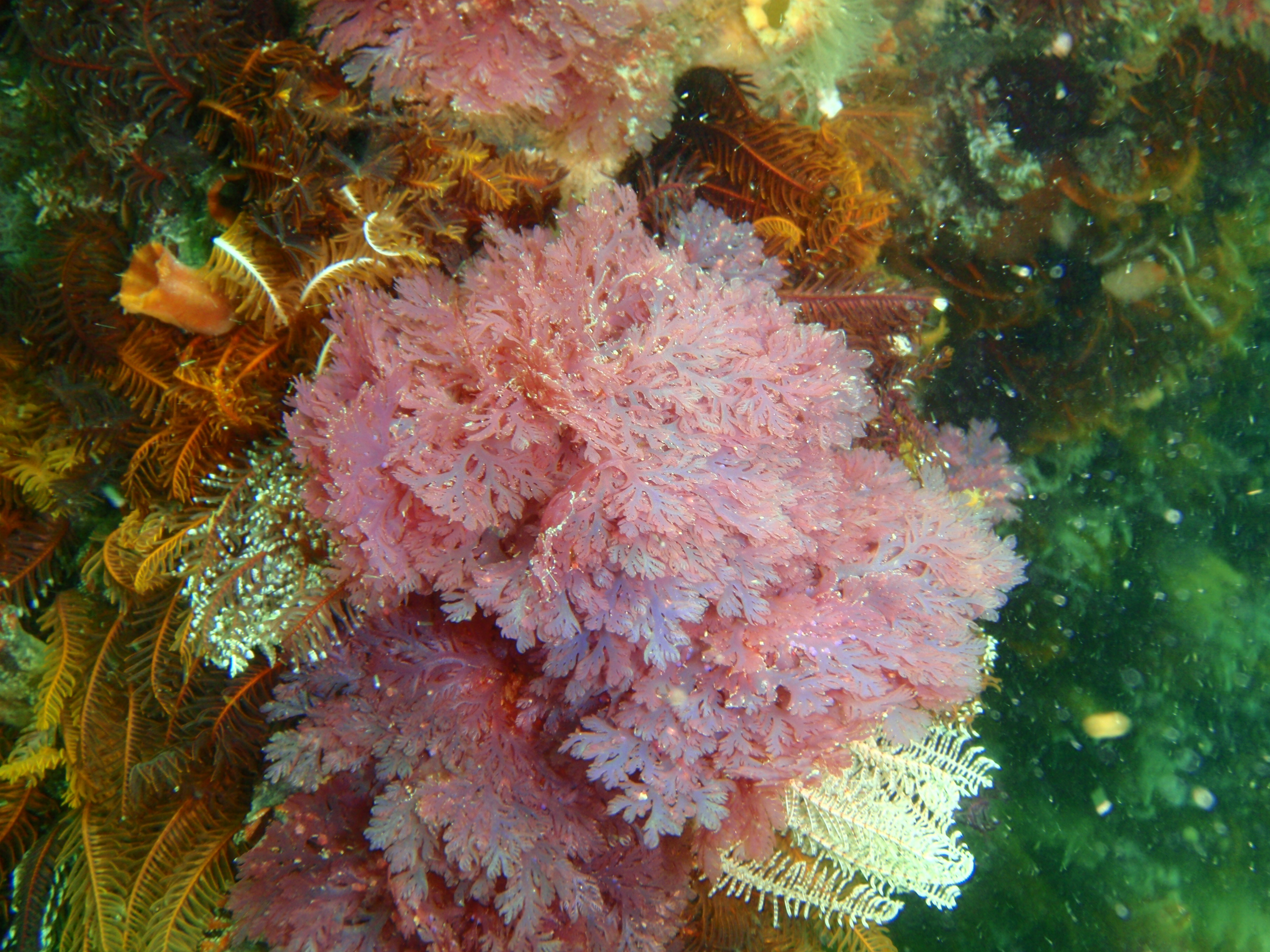
Plocamium corallorhiza (Plocamiales)
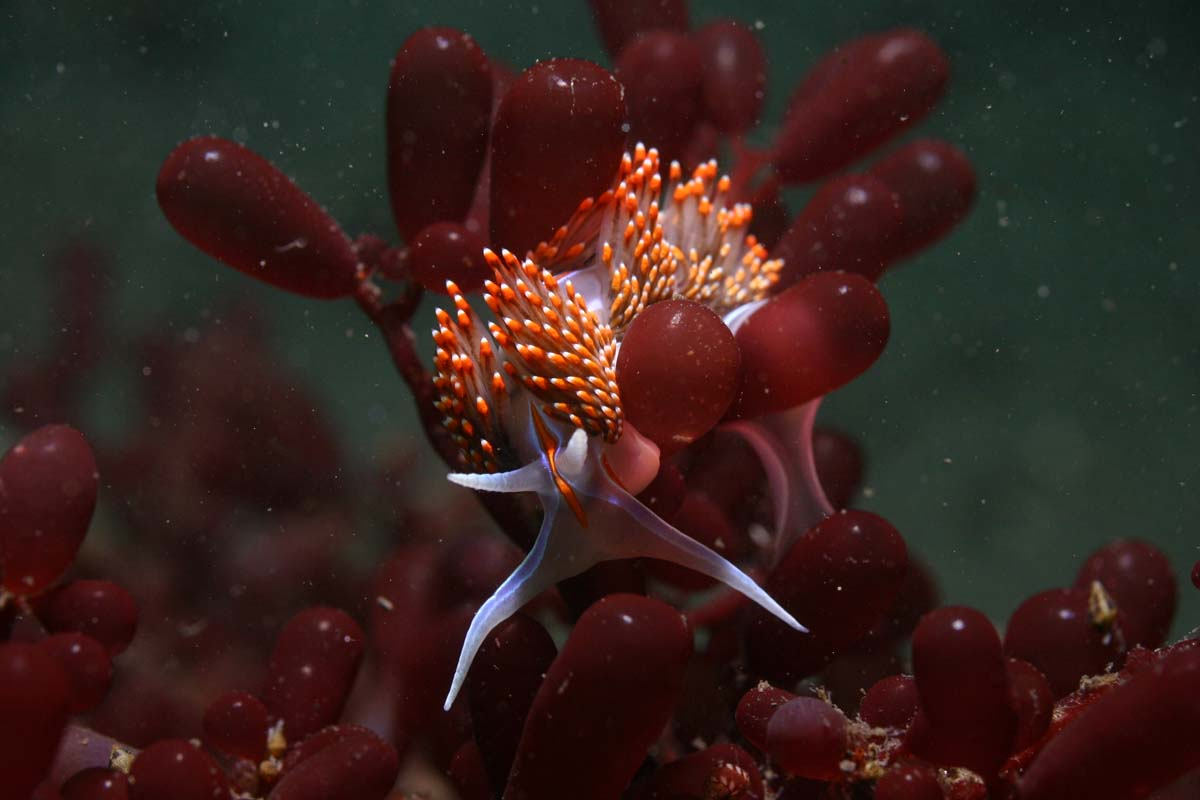
Botryocladia pseudodichotoma (Rhodymeniales)
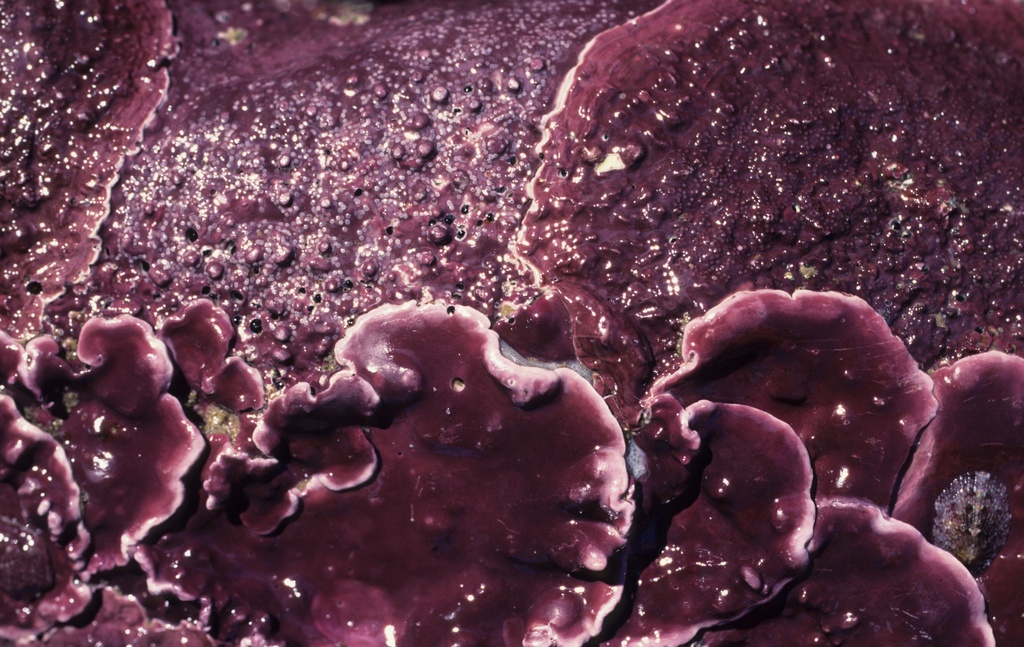
Heydrichia woelkerlingii (Sporolithales)

## Parasitisme
Chez les Floridéophycées, certaines espèces sont parasitaires. Il en existe deux grands types : les adelphoparasites (infection d’un hôte très proche phylogénétiquement), et les alloparasites (l’infection d’hôtes plus éloignés phylogénétiquement). Les adelphoparasites injectent leurs noyaux, mitochondries et proplastides (plastes dédifférenciés qui ne sont plus photosynthétiques) dans les cellules de l’hôte via un connectif secondaire, formant ainsi un hétérocaryon (cellule hôte infectée par le parasite qui devient incolore). Le parasite, grâce à sa proximité phylogénétique avec son hôte, exploite la machinerie cellulaire de l’hétérocaryon, qui se divisera en plus petites cellules et formera des pustules, la forme mature du parasite. Ces pustules donneront des spores qui ne contiennent que le matériel génétique du parasite.